# Chuy (província)

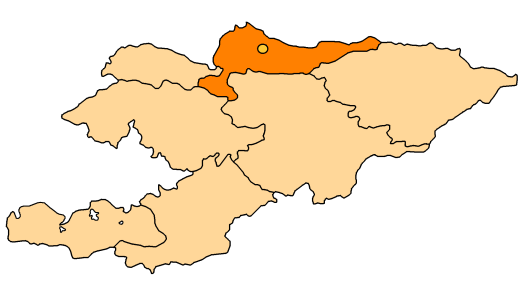
Localização da província de Chuy no Quirguistão.

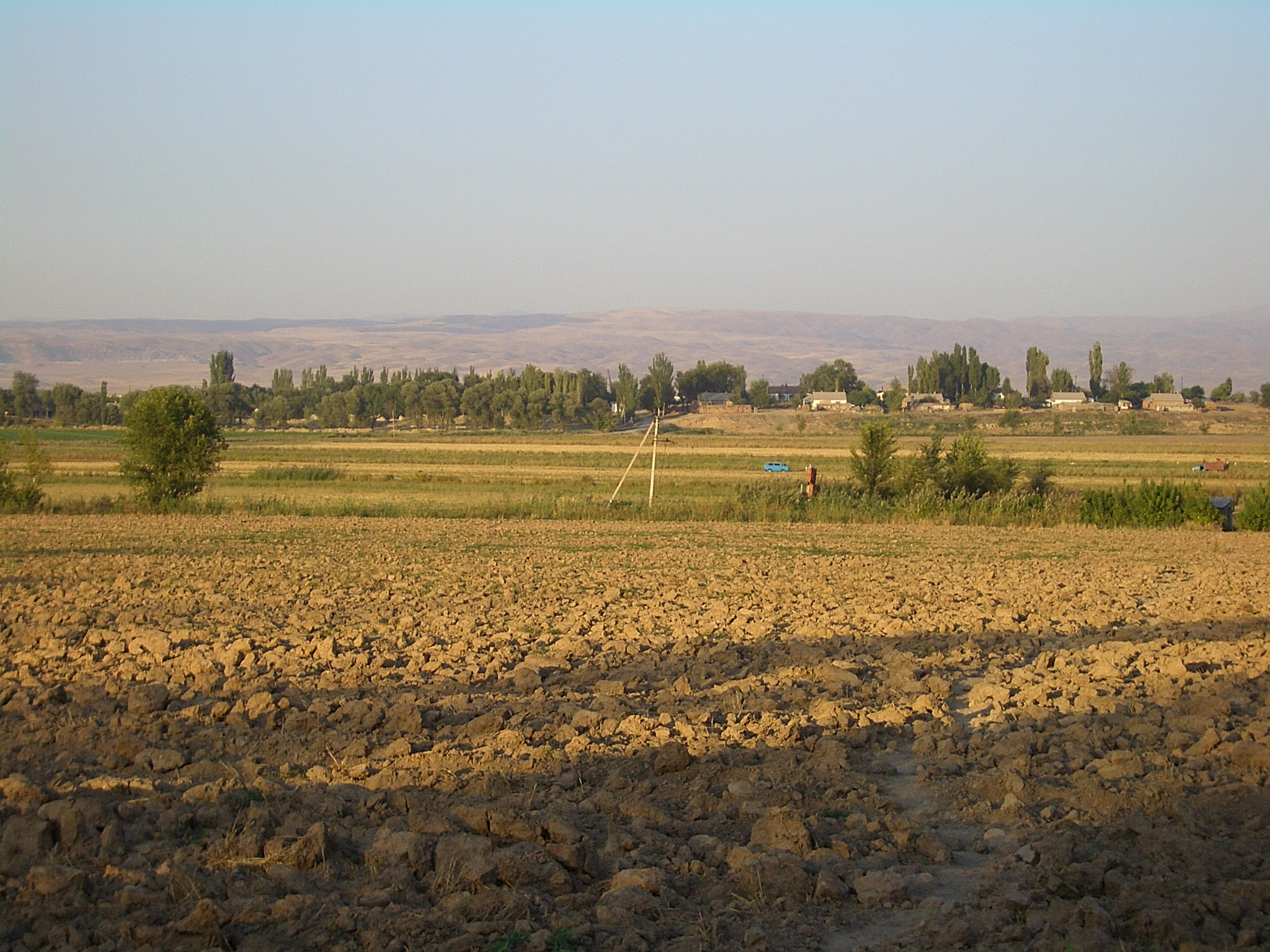
Campos em Chuy.

A província de Chuy (Чүй областы, quirguiz) é uma das sete províncias do Quirguistão. Possui uma área de 20.000 km² e população de 818.000 habitantes (2005). Sua capital é Bisqueque, que também é a capital do país.

## Distritos
A província é dividida em oito distritos (raions):
| Distrito  | Capital     |
| --------- | ----------- |
| Alamudun  | Lebedinovka |
| Chuy      | Chuy        |
| Jaiyl     | Kara-Balta  |
| Kemin     | Kemin       |
| Moskovsky | Belovodskoe |
| Panfilov  | Kayyngdy    |
| Sokuluk   | Sokuluk     |
| Ysyk-Ata  | Kant        |
| Tokmok    | Tokmok      |